# میکا (خواننده)
میکا (به انگلیسی: Mika) با نام اصلی مایکل هولبروک پنیمن جونیور (متولد ۱۸ اوت ۱۹۸۳)، خواننده و ترانه‌سرای بریتانیایی متولد لبنان است.

## زندگی شخصی
میکا در بیروت از یک مادر لبنانی و یک پدر آمریکایی، جوآنی و مایکل هولبروک پنیمن جونیور متولد شد. پدرش یک بانکدار بود و در اورشلیم متولد شده بود؛ پدربزرگش نیز دیپلمات آنجا بود. میکا سومین فرزند از پنج فرزند خانواده است؛ او دو خواهر بزرگتر از خود به اسم‌های یاسمین و پالوما و یک خواهر و یک برادر کوچکتر از خود به اسم زولائیکا و فورچونه دارد.

## شروع فعالیت
بعد از ضبط اولین کار خود به نام Dodgy Holiday EP، میکا اولین آلبوم استودیویی رسمی خود را (Life in Cartoon Motion) در سال ۲۰۰۷ منتشر کرد.
Life in Cartoon Motion، به فروش نزدیک به ۶ میلیون نسخه در جهان دست یافت و میکا را برنده جایزه بریت و نامزد دریافت جایزه گرمی کرد.
در سال ۲۰۰۹، میکا دومین آلبوم استودیویی خود را (The Boy Who Knew Too Much) منتشر کرد.
او در سال ۲۰۱۲ سومین آلبوم خود (The Origin Of Love) و در سال ۲۰۱۵ چهارمین آلبوم خود(No Place In Heaven) را منتشر کرد.

## آلبوم‌های استودیویی
- Life in Cartoon Motion 2007
- The Boy Who Knew Too Much 2009
- Origin Of Love 2012

No Place In Heaven 2015